# Richard Brox
Helmut Richard Brox (* 9. Juli 1964 in Mannheim) ist ein deutscher Autor und Blogger, der mehr als 30 Jahre lang  wohnungslos war und sich für wohnungslose Menschen einsetzt. Sein Sachbuch Kein Dach über dem Leben – Biografie eines Obdachlosen wurde zu einem Bestseller.

## Leben
Richard Brox’ Mutter war Polin, die 1942 zur Zwangsarbeit nach Deutschland verschleppt wurde. Sie entkam aus einem Lager, wurde nach dem Aufgreifen ins KZ Ravensbrück eingeliefert und überlebte. Sein Vater wurde als 17-Jähriger zur Wehrmacht eingezogen, viermal wegen Fahnenflucht verurteilt und im Wehrmachtsgefängnis in Linz inhaftiert. Beide Eltern wurden alkoholkrank. Die Kindheit verbrachte Brox teilweise in Kinderheimen, das erste Mal mit fünf Jahren. Er besuchte „zusammengenommen wohl nur vier Jahre die Schule“. Sein Vater starb 1977. Brox wurde mit 13 Jahren drogenabhängig und 1985 nach dem Tod seiner Mutter aus deren Wohnung in Mannheim geworfen.
Ende 1989 unterzog sich Richard Brox einer stationären Drogentherapie. 1990 verließ er die Kurpfalz und ging auf Wanderschaft durch ganz Deutschland.
Nach mehr als 30 Jahren Wohnungslosigkeit bezog Brox 2019 eine kleine Wohnung in Köln, die er nach zwei Monaten Aufenthalt wieder aufgab. Als konkretes Projekt verfolgt Brox die Errichtung eines Hospiz, in dem wohnungs- und obdachlose Menschen mit Erkrankungen in fortgeschrittenem Stadium ihren letzten Lebensabschnitt betreut und in Würde verbringen können.
2019 veröffentlichte er als Ko-Autor zusammen mit Andreas Rammig Plädoyer einer Randkultur. Zwei Außenseiter mit Parallelen. Mit einem Vorwort von Buffo Völker. Brox beschrieb darin seine Erfahrungen, die er mehrere Monate im Rockermilieu sammelte, Rammig schilderte aus seiner Sicht das Leben im Rockerclub.
Brox, der sich selbst als Berber bezeichnet, tritt öffentlich bei Lesungen und in Talkshows auf und wirbt dafür, das Recht auf Arbeit und das Recht auf eine Wohnung in den Landesverfassungen zu verankern.
Vom 18. August 2021 an moderierte Brox eine monatliche Hörfunksendung bei Radio Rheinwelle in Wiesbaden. Die Radiosendung befasste sich mit den Themen Armut und Obdachlosigkeit aus der Sicht von, mit und für Betroffene. Nach zwei Sendungen wurde das Projekt von Brox aus persönlichen Gründen eingestellt.
Bundespräsident Frank-Walter Steinmeier erwähnte in seiner Rede aus Anlass eines Gesprächsforums zum Tag der Wohnungslosen am 11. September 2022 Brox und wies dabei auf sein Buch Kein Dach über dem Leben – Biographie eines Obdachlosen hin. Die Heilsarmee in Köln veranstaltet Lesungen mit Brox.
Im März 2024 gab Richard Brox gemeinsam mit der Heilsarmee Deutschland in Lübeck, Hamburg und Hannover drei Lesungen mit Diskussionsrunden zum Thema: Mit Nächstenliebe im Kampf gegen Obdachlosigkeit! Weitere ähnliche Veranstaltungen zum gleichen Thema sind vom Autor Richard Brox und die Heilsarmee Deutschland in Planung. Ziel von Brox und der Heilsarmee Deutschland ist Armut und Obdachlosigkeit zu überwinden. Das gemeinsame Projekt ist in dieser Konstellation einmalig in Deutschland und entstand auf einer Idee des Autors.

### Privates
Brox wohnt in Köln, hat aus einer früheren Beziehung eine uneheliche Tochter und befand sich ab Juni 2020 in einem dreijährigen Insolvenzverfahren.

## Werk

### Blog „Ohne Wohnung, was nun?“
Beim Erstellen seiner ersten Website halfen ihm im Jahr 1999 Benutzer eines Internetcafés in Berlin, in dem er bei Regen Schutz gesucht hatte. Über seine Erfahrungen in Einrichtungen für Wohnungslose berichtete er ab 2006 in einem Blog und nannte darin deutschlandweit Anlaufstellen für Menschen ohne Obdach. Nach seinen Angaben ist die Annahme falsch, dass Obdachlose nicht das Internet nutzen: „Nach meiner Erfahrung nutzt jeder Zweite relativ regelmäßig das Internet.“
Seine Blogeinträge zu Übernachtungsmöglichkeiten und sozialen Einrichtungen enthielten Adressen, Öffnungszeiten, hygienische Zustände, Umgangston der Sozialarbeiter und welche Angebote gemacht wurden, etwa Beratung, oder über Beihilfen für Fahrkarten. Durch den Blog wurde Günter Wallraff auf ihn aufmerksam, sie lernten einander 2008 kennen. Wallraff drehte später mit ihm den Dokumentarfilm Unter Null – Obdachlos durch den Winter (2009) und wurde ihm zum Freund.
Für das 2009 veröffentlichte Buch Arme habt ihr allezeit: Vom Leben obdachloser Menschen in einem wohlhabenden Land verfasste Richard Brox als Ko-Autor ein Kapitel über sein Leben als Obdachloser, Aktivist und Blogger.

### „Kein Dach über dem Leben – Biografie eines Obdachlosen“ (2017)
2017 erschien sein Buch Kein Dach über dem Leben – Biografie eines Obdachlosen bei Rowohlt, das er unter Mitwirkung von Dirk Kästel (Recherche) und Albrecht Kieser (Text) verfasst hatte; das Vorwort verfasste Günter Wallraff, bei dem er zum Schreiben des Buchs untergekommen war. Das Werk stand 21 Wochen lang auf der Spiegel-Bestsellerliste in der Sachbuch-Kategorie und erreichte bis 2022 neun Auflagen. Seit 2018 erscheint es als Sonderausgabe in der Schriftenreihe der Bundeszentrale für politische Bildung in Bonn als Lehr- und Unterrichtsbuch. Das Goethe-Institut in Taipeh empfahl Kein Dach über dem Leben im März 2020 als Buch des Monats und stellt es in seiner Bibliothek zur Verfügung.
Am 14. November 2023 erschien im Rowohlt Verlag das von Richard Brox, Sylvia Rizvi und Albrecht Kieser herausgegebene Buch Deutschland ohne Dach. Die neue Obdachlosigkeit.
Die „Bundeszentrale für politische Bildung“ in Bonn hat von Richard Brox beide Bücher, die im Rowohlt-Verlag als Taschenbücher 2017 und 2023 erschienen sind, im Rahmen der Schriftenreihe für Demokratie, Kultur und Literatur als limitierte Sonderausgabe veröffentlicht.

### Weitere Projekte: Festmahl in Mannheim für Menschen in Obdachlosigkeit und Armut.
Am 13. Dezember 2024 organisierte Richard Brox in Mannheim im Wohnheim „Haus Bethanien“ ein Weihnachtsessen für 80 Menschen.
Am 18. März 2025 spendete Richard Brox erneut ein Essen für über 40 arme und obdachlose Menschen in der Mannheimer Lutherkirche.
Am 22. April 2025 spendete Richard Brox in Mannheim im Wohnheim "Haus Bethanien" zusammen mit dem "Cafe Anker" ein Osteressen für über 150 Menschen.

## Ehrungen und Auszeichnungen
- 2012: nominiert für den Deutschen Engagementpreis des Bundesverbands Deutscher Stiftungen Brox für den Aufbau des Internetportals Bundesdeutsche Wohnungslosenhilfe[43]
- 2014: nominiert für den taz-Panter-Preis für den Blog Ohne Wohnung – was nun?[44]
- 2018: Eintrag in das Goldene Buch der Gemeinde Kalletal in Nordrhein-Westfalen[45]
- 2020: OpenBook Award in Taiwan „Bestes fremdsprachiges Sachbuch“ für Kein Dach über dem Leben[46][47]

## Veröffentlichungen
- Als Autor: Kein Dach über dem Leben – Biografie eines Obdachlosen. Mit Dirk Kästel (Recherche) und Albrecht Kieser (Text), Vorwort Günter Wallraff. Rowohlt, Reinbek 2018, ISBN 978-3-499-63294-5.
- Als Ko-Autor: Plädoyer einer Randkultur. Zwei Außenseiter mit Parallelen. Mit Andreas Rammig. Honorable Society, Hof 2019, ISBN 978-3-9820230-1-4.
- Als Ko-Herausgeber: Deutschland ohne Dach. Die neue Obdachlosigkeit. Mit Albrecht Kieser und Sylvia Rizvi, Vorwort Günter Wallraff. Rowohlt, Hamburg 2023, ISBN 978-3-499-01140-5.